# Diplôme d'études secondaires
Pour les articles homonymes, voir Diplôme d'études et DES.
Le diplôme d’études secondaires (DES) atteste dans le système d'éducation québécois la réussite d'études secondaires. Le DES est une sorte d'équivalent québécois du High School Diploma remis ailleurs au Canada et aux États-Unis, sauf qu'il est décerné un an plus tôt (11 ans de scolarité, soit 6 ou 7 années au primaire et 5 années au secondaire) et ne permet pas d’entrer directement à l'université. Le DES est un prérequis à l'enseignement collégial qui mène à l'obtention d'un diplôme d'études collégiales, qui lui permet d'entrer à l'université.

## Sanctions des études

### Avant la réforme
Les exigences pour l'attribution du diplôme étaient d'obtenir la note de passage (60 %) dans les matières suivantes :
- Mathématiques, 4e secondaire (6 crédits)
- Histoire du Québec et du Canada, 4e secondaire (4 crédits)
- Sciences, 4e secondaire (4 crédits)
- Anglais, 5e secondaire (4 crédits)
- Français, 5e secondaire (6 crédits)

Au terme de son parcours scolaire, l'élève devait cumuler 58 unités de secondaire 4 et 5, dont au moins 20 du secondaire 5, les unités pour les matières de diplomation étant incluses dans le décompte.

### Depuis la réforme
Les exigences pour l'obtention d'un DES ont changé depuis le renouveau pédagogique établi le 1er mai 2010. Les élèves doivent à présent accumuler au moins 54 unités de 4e et 5e secondaire, dont au moins 20 unités de 5e secondaire. Les élèves doivent également obtenir les unités suivantes :
- 6 unités de langue d'enseignement de 5e secondaire ;
- 4 unités de langue seconde de 5e secondaire ;
- 4 unités de mathématiques de 4e secondaire ;
- 4 unités de science et technologie ou 6 unités science et technologie de l'environnement de 4e secondaire ;
- 4 unités d'histoire et d'éducation à la citoyenneté de 4e secondaire ;
- 2 unités d'arts de 4e secondaire ;
- 2 unités d'éthique et de culture religieuse ou d'éducation physique et à la santé de 5e secondaire.

Il existe aussi une procédure particulière pour faciliter l’acquisition d’un D.E.S. pour les élèves se préparant au D.E.P. : diplôme d’études professionnelles. En effet, ceux-ci ont seulement les cours de mathématiques, français et anglais à suivre.